# Лагранжева функција
Када се решава проблем кретања система више тела, користи се Лагранжев формализам који упрошћава праћење еволуције система. Тачније, користе се једначине:{\displaystyle -{d \over dt}{\partial L \over \partial {\dot {q}}_{i}}-{\partial L \over \partial q_{i}}=0}
где је {\displaystyle L=T-U} Лагранжијан или Лагранжева функција, док је Т — кинетичка енергија система, а U — потенцијална енергија система, док су {\displaystyle {\dot {q}}_{i}} — генералисане брзине, а {\displaystyle q_{i}} — генералисане координате.

## Извођење
Полазимо од Даламберовог принципа да је рад сила реакција подлоге при могућем или виртуелном померању тела једнак 0, тј. ако је:{\displaystyle m_{\nu }{\overrightarrow {a}}_{\nu }-{\overrightarrow {F}}_{\nu }={\overrightarrow {R}}_{\nu }}, где је {\displaystyle m_{\nu }} — маса ν-тог тела, аν — његово убрзање, {\displaystyle {\overrightarrow {F}}_{\nu }} — резултанта дејствујућих сила на ν-то тело и {\displaystyle {\overrightarrow {R}}_{\nu }} — реакција подлоге на ν-то тело, тада је: {\displaystyle \sum _{\nu =1}^{N}{\overrightarrow {R}}_{\nu }\cdot \delta {\overrightarrow {r}}_{\nu }=0}, односно {\displaystyle \sum _{\nu =1}^{N}{\Bigl (}m_{\nu }{\overrightarrow {a}}_{\nu }-{\overrightarrow {F}}_{\nu }{\Bigr )}\cdot \delta {\overrightarrow {r}}_{\nu }=0} 1.
{\displaystyle \delta {\overrightarrow {r}}_{\nu }=\sum _{i=1}^{n}{\partial {\overrightarrow {r}}_{\nu } \over \partial q_{i}}\delta q_{i}}; {\displaystyle {\overrightarrow {v}}_{\nu }={d{\overrightarrow {r}}_{\nu } \over dt}=\sum _{i=1}^{n}{\partial {\overrightarrow {r}}_{\nu } \over \partial q_{i}}{\dot {q}}_{i}}=> {\displaystyle {\partial {\overrightarrow {r}}_{\nu } \over \partial q_{i}}={\partial {\overrightarrow {v}}_{\nu } \over \partial {\dot {q}}_{i}}}, сада израз 1. постаје
{\displaystyle \sum _{\nu =1}^{N}{\Bigl (}m_{\nu }{d{\overrightarrow {v}}_{\nu } \over dt}-{\overrightarrow {F}}_{\nu }{\Bigr )}\cdot \delta {\overrightarrow {r}}_{\nu }=0} уз {\displaystyle {d{\overrightarrow {v}}_{\nu } \over dt}=\sum _{i=1}^{n}{\Bigl (}{\partial {\overrightarrow {v}}_{\nu } \over \partial q_{i}}{\dot {q}}_{i}+{\partial {\overrightarrow {r}}_{\nu } \over \partial q_{i}}{\ddot {q}}_{i}{\Bigr )}}, а {\displaystyle {\partial {\overrightarrow {r}}_{\nu } \over \partial q_{i}}{\ddot {q}}_{i}={d{\Bigl (}{\partial {\overrightarrow {r}}_{\nu } \over \partial q_{i}}{\dot {q}}_{i}{\Bigr )} \over dt}-{\partial {\overrightarrow {v}}_{\nu } \over \partial q_{i}}{\dot {q}}_{i}}
{\displaystyle \sum _{\nu =1}^{N}m_{\nu }\sum _{i=1,j=1}^{n}{\Bigl (}{d{\Bigl (}{\partial {\overrightarrow {r}}_{\nu } \over \partial q_{i}}{\dot {q}}_{i}{\Bigr )} \over dt}{\partial {\overrightarrow {r}}_{\nu } \over \partial q_{j}}{\Bigr )}\delta q_{j}-\sum _{\nu =1}^{N}{\overrightarrow {F}}_{\nu }\sum _{j=1}^{n}{\partial {\overrightarrow {r}}_{\nu } \over \partial q_{j}}\delta q_{j}=0}
Како је кинетичка енергија, {\displaystyle T=\sum _{\nu =1}^{N}{\frac {1}{2}}m_{\nu }v_{\nu }^{2}=\sum _{\nu =1}^{N}m_{\nu }\sum _{i=1,j=1}^{n}{\partial {\overrightarrow {r}}_{\nu } \over \partial {\dot {q}}_{i}}{\dot {q}}_{i}{\partial {\overrightarrow {r}}_{\nu } \over \partial {\dot {q}}_{j}}{\dot {q}}_{j}}=>
{\displaystyle m_{\nu }\sum _{j=1}^{n}{\partial {\overrightarrow {r}}_{\nu } \over \partial q_{j}}{\partial {\overrightarrow {r}}_{\nu } \over \partial q_{i}}{\dot {q}}_{j}={\partial T \over \partial {\dot {q}}_{i}}}=> {\displaystyle \sum _{\nu =1}^{N}m_{\nu }\sum _{i=1,j=1}^{n}{\Bigl (}{d{\Bigl (}{\partial {\overrightarrow {r}}_{\nu } \over \partial q_{i}}{\dot {q}}_{i}{\Bigr )} \over dt}{\partial {\overrightarrow {r}}_{\nu } \over \partial q_{j}}{\Bigr )}\delta q_{j}=\sum _{j=1}^{n}{\Bigl (}{d{\Bigl (}{\partial T \over \partial {\dot {q}}_{j}}{\Bigr )} \over dt}-{\partial T \over \partial q_{j}}{\Bigr )}\delta q_{j}}
Па ако су силе потенцијалне, тј. важи {\displaystyle {\overrightarrow {F}}_{\nu }=-{\partial U \over \partial {\overrightarrow {r}}_{\nu }}}, то израз {\displaystyle {\overrightarrow {F}}_{\nu }\sum _{i=1}^{n}{\partial {\overrightarrow {r}}_{\nu } \over \partial q_{i}}=-{\partial U \over \partial q_{j}}}
и коначно једначина 1 постаје:{\displaystyle \sum _{j=1}^{n}{\Bigl (}{d{\Bigl (}{\partial T \over \partial {\dot {q}}_{j}}{\Bigr )} \over dt}-{\partial T \over \partial q_{j}}+{\partial U \over \partial q_{j}}{\Bigr )}\delta q_{j}=0}
Како су могућа померања {\displaystyle \delta q_{j}}произвољна, то следи: {\displaystyle -{\frac {d}{dt}}{\Bigl (}{\partial L \over \partial {\dot {q}}_{i}}{\Bigr )}+{\partial L \over \partial q_{i}}=0}

## Примери

### Математичко клатно
Круто тело занемарљиве масе ограничава кретање тела масе ṁ занемарљивих димензија, тако да се кретање прати замо углом θ — отклона штапа од вертикале, па се добије:{\displaystyle d{\overrightarrow {r}}=dr{\overrightarrow {e}}_{r}+rd\theta {\overrightarrow {e}}_{\theta }}=> {\displaystyle d{\overrightarrow {r}}=rd\theta {\overrightarrow {e}}_{\theta };dr=0}
{\displaystyle v=r{\dot {\phi }}}; {\displaystyle T={\frac {1}{2}}mv^{2}={\frac {1}{2}}ml^{2}{\dot {\theta }}^{2}}; {\displaystyle U=mgl(1-\cos \theta )}
{\displaystyle L=T-U={\frac {1}{2}}mr^{2}{\dot {\phi }}^{2}-mgl(1-\cos \theta )}, па из
{\displaystyle -{\frac {d}{dt}}{\Bigl (}{\partial L \over \partial {\dot {\theta }}}{\Bigr )}+{\partial L \over \partial \theta }=0}=> {\displaystyle l^{2}{\ddot {\theta }}=-lg\sin \theta }, па за {\displaystyle \theta \rightarrow 0} произилази решење {\displaystyle \theta =A\cos {(\omega t+\phi _{0})}}{\displaystyle \omega ={\sqrt {\frac {g}{l}}}}

### Кретање уКулоновомпољу сила
Кулоново поље сила припада типу централних сила, код којих је момент импулса једнак 0.{\displaystyle {\overrightarrow {r}}\times m{\overrightarrow {\dot {v}}}={\overrightarrow {r}}\times F(r){\frac {\overrightarrow {r}}{r}}}, а по својству векторског производа {\displaystyle {\overrightarrow {r}}\times {\overrightarrow {r}}=0}, па је {\displaystyle {\overrightarrow {r}}\times m{\overrightarrow {v}}=mr^{2}{\dot {\phi }}{\overrightarrow {k}}}константа кретања.
Исти резултат лако добијамо из Лангражевог формализма:{\displaystyle -{d \over dt}{\partial L \over \partial {\dot {\phi }}}-{\partial L \over \partial \phi }=0}
{\displaystyle L=T-U={\frac {1}{2}}mr^{2}{\dot {\phi }}^{2}-{\frac {Ze^{2}}{4\pi \epsilon _{0}r}}}=>{\displaystyle {\partial L \over \partial {\dot {\phi }}}=mr^{2}{\dot {\phi }}},јер је {\displaystyle {\partial L \over \partial \phi }=0}
Ẕ — број протона у језгри атома или редни број атома, ṁ — маса електрона, е — наелектрисање електрона, ε0 — диелектричка пропустљивост вакуума.